# Hall County (Nebraska)
Hall County is een county in de Amerikaanse staat Nebraska.
De county heeft een landoppervlakte van 1.415 km² en telt 53.534 inwoners (volkstelling 2000). De hoofdplaats is Grand Island.

## Bevolkingsontwikkeling

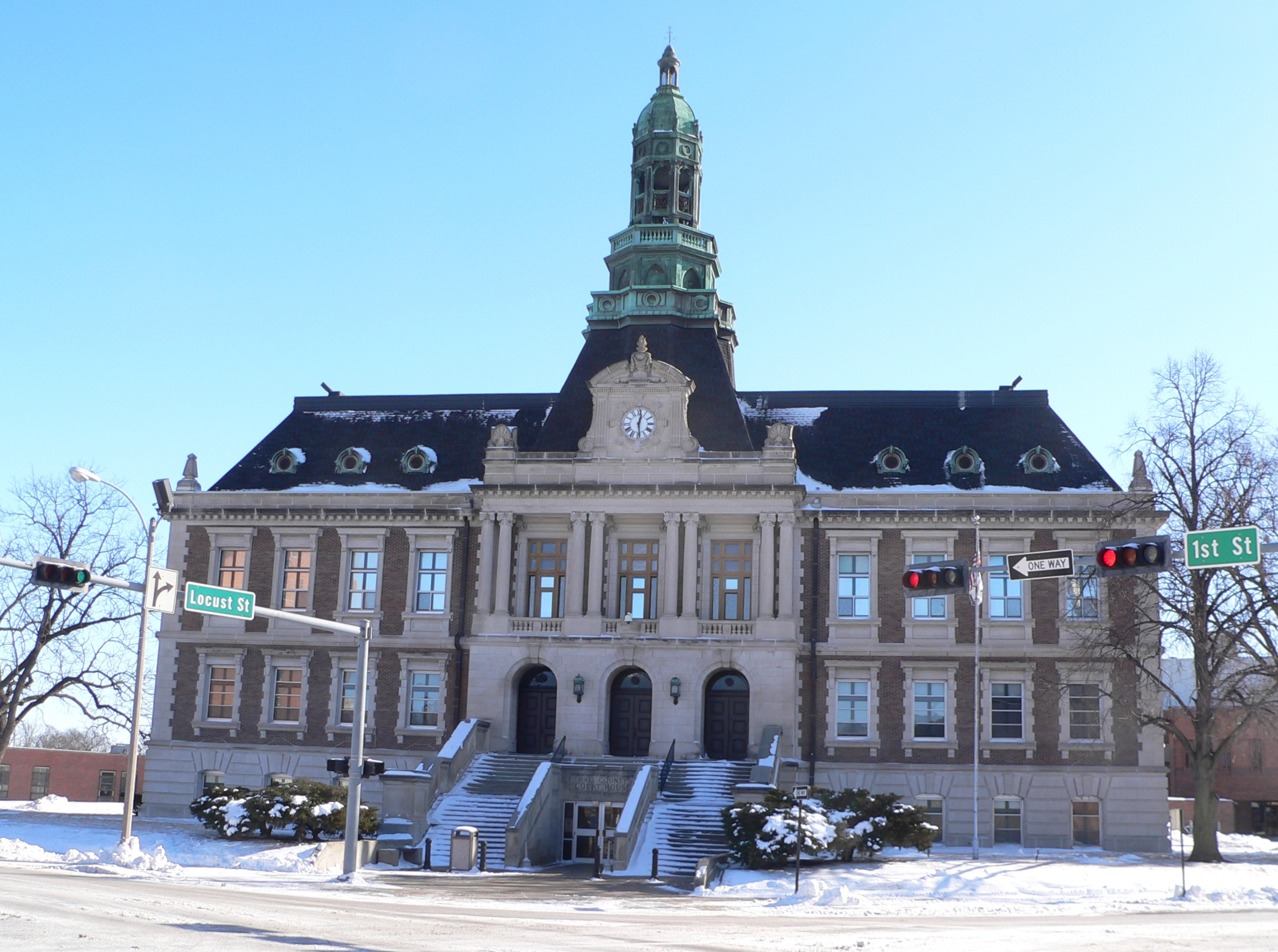
Hall County Courthouse